# Sōen Nakagawa
Pour les articles homonymes, voir Nakagawa (homonymie).
Sōen Nakagawa (中川 宋淵, Nakagawa Sōen, 19 mars 1907 – 1984) est un moine bouddhiste japonais de l'école Rinzai. Il a permis à la tradition Zen de grandir au Japon et à l'étranger notamment aux États-Unis, par de nombreux voyages. Il a créé la Zen Studies Society à New-York en 1965. Né à Taïwan, il est décédé à Mishima, au Japon, dans le temple Ryutaku-ji.